# Navutoka FC
El Navutoka FC es un equipo de fútbol de Tonga que juega en la Primera División de Tonga, la primera categoría de fútbol en el país.

## Historia
Fue fundado en el año 1975 en la ciudad de Tongatapu y en ese mismo año debuta en la Primera División de Tonga, temporada en la que terminó en segundo lugar entre 8 equipos.
En la temporada de 1989 consigue el título de liga por primera vez en su historia, repitiendo el logro en la temporada de 1994, y en el año 2017 crea su sección de fútbol femenil.

## Palmarés
- Primera División de Tonga: 2

1989, 1994